# Anserinis

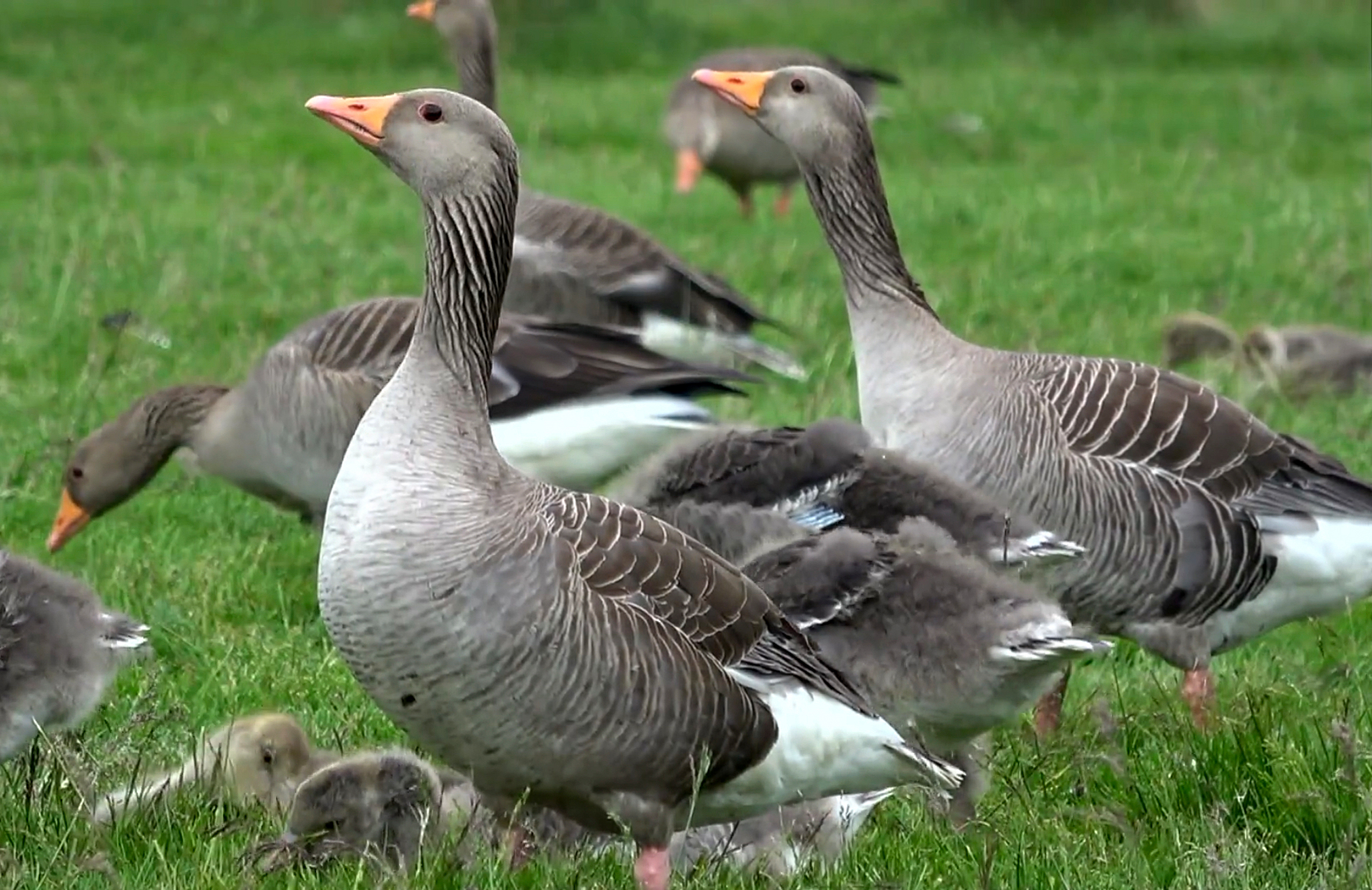
L'oca comuna, una espècie d'anserini present als Països Catalans

Els anserinis (Anserini) són una tribu d'ocells de la subfamília dels anserins (Anserinae), dins la família dels anàtids (Anatidae). En aquesta tribu s'ubicaven un grup d'espècies conegudes vulgarment com a oques «autèntiques», mentre els cignes s'incloïen als Cygnini. Arran estudis genètics recents, s'han inclòs a Anserini els cignes, a més dels gèneres australians Cereopsis i Malacorhynchus.
El gènere té una distribució holàrtica, amb almenys una espècie que es reprodueix a qualsevol hàbitat obert i humit a les regions subàrtiques i temperades fresques de l'hemisferi nord a l'estiu. Alguns també crien més al sud, arribant a les regions temperades càlides. Majoritàriament migren cap al sud a l'hivern, normalment a regions de la zona temperada entre les isotermes de gener de 0 °C a 5 °C.
El gènere Anser va ser introduït pel zoòleg francès Mathurin Jacques Brisson l'any 1760. El nom es va derivar per tautonímia de l'epítet específic de l'oca comuna (Anser anser) introduït per Carl von Linné el 1758. Anser és la paraula llatina per "oca".

## Llista de gèneres i espècies
Segons la classificació del Congrés Ornitològic Internacional (versió 2.7, 2011), aquestes 26 espècies són classificades en 7 gèneres.
- Gènere Malacorhynchus (Swainson, 1831), amb una espècie: Malacorhynchus membranaceus (Latham, 1802).
- Gènere Cereopsis ([Latham, 1802), amb una espècie: Cereopsis novaehollandiae (Latham, 1802).
- Gènere Anser (Brisson, 1760), amb 8 espècies:
  - Anser albifrons (Scopoli, 1769) - oca riallera grossa (a Catalunya) oca cridanera (al País Valencià) o oca carablanca (a les Illes Balears - Àrtida de Nord-amèrica, Europa i Asia; migra al sud para passar-hi l'hivern.
  - Anser anser (Linnaeus, 1758) - oca comuna - Europa temperada i Àsia.
  - Anser brachyrhynchus (Baillon, 1834) - oca de bec curt - Costes de l'oceà Atlàntic i Àrtic, migra al sud para passar l'hivern a la Gran Bretanya i Països Baixos.
  - Anser cygnoides (Linnaeus, 1758) - oca cigne - Zona temperada est d'Àsia, migra al sud per passar-hi l'hivern.
  - Anser erythropus (Linnaeus, 1758) - oca riallera petita - Subàrtic Europa i Àsia, migra al sud per passar-hi l'hivern.
  - Anser fabalis (Latham, 1787) - oca pradenca de la taigà - Àrtic i subàrtic d'Europa i d'Àsia, migra al sud per passar-hi l'hivern.
  - Anser indicus (Latham, 1790) - oca de l'Índia - Muntanyes temperades del centre d'Àsia, migra al sud per passar l'hivern a l'Índia.
  - Anser serrirostris (Gould, 1852) - oca pradenca de la tundra - Tundra eurasiàtica, migra al sud per passar l'hivern a regions temperades d'Europa i d'Àsia.
- Gènere Chen (Boie, 1822), amb 3 espècies:
  - Anser canagicus (Sevastianov, 1802) - oca emperadriu, de vegades separada a Philacte - Mar de Bering, migra a zones costaneres de les illes Aleutianes per passar-hi l'hivern.
  - Anser rossii (Cassin, 1861) - oca de Ross - Amèrica del Nord
  - Anser caerulescens (Linnaeus, 1758) - oca de les neus - Amèrica del Nord i l'Illa Wrangell, hiverna a la costa atlàntica, del Golf de Mèxic i dels estats del sud-oest dels Estats Units, i també al nord de Mèxic.
- Gènere Branta (Scopoli, 1769), amb 6 espècies:
  - Branta bernicla (Linnaeus, 1758) - oca de collar - cria a la tundra i passa l'hivern a les costes atlàntiques del centre d'Europa.
  - Branta canadensis (Linnaeus, 1758) - oca del Canadà - àrtic i zona temperada de Nord-amèrica, migra al sud per passar-hi l'hivern o és sedentària. Introduïda a Europa, sobretot al Regne Unit.
  - Branta hutchinsii (Richardson, 1832) - oca de Hutchins - àrtic i temperat de Nord-amèrica, migra al sud per passar-hi l'hivern o és sedentària. Habitualment considerada com part de Branta canadensis.
  - Branta leucopsis (Bechstein, 1803) - oca de galta blanca - costes de l'àrtic de l'oceà Atlàntic, hiverna al sud-oest d'Europa.
  - Branta ruficollis (Pallas, 1769) - oca coll-roja - àrtic d'Àsia, hiverna al sud-est d'Europa.
  - Branta sandvicensis (Vigors, 1834) - oca de les Hawaii - Hawaii, sedentària.
- Gènere Coscoroba (Reichenbach, 1853), amb una espècie: Coscoroba coscoroba (Molina, 1782).
- Gènere Cygnus (Bechstein, 1803), amb 6 espècies:
  - Cygnus atratus (Latham, 1790) - cigne negre - Austràlia, sedentari o nòmada.
  - Cygnus buccinator (Richardson, 1831) - cigne trompeter - subàrtic d'Amèrica del Nort, hiverna al sud.
  - Cygnus columbianus (Ord, 1815) - cigne petit - àrtic de Nord-amèrica, Europa i Àsia, hiverna al sud.
  - Cygnus cygnus (Linnaeus, 1758) - cigne cantaire - subàrtic Europa i Àsia, hiverna al sud.
  - Cygnus melancoryphus (Molina, 1782) - cigne de coll negre - sud-est de Sud-amèrica, hiverna al nord.
  - Cygnus olor (Gmelin, JF, 1789) - cigne mut - Europa temperada i Àsia, sedentari.